# Jessica Roberts
Pour les articles homonymes, voir Roberts.
Jessica Anne Roberts, née le 11 avril 1999 à Carmarthen, est une coureuse cycliste britannique, d'origine galloise. Elle court sur route et sur piste et elle est notamment championne de Grande-Bretagne sur route en 2018 et médaillée d'or de la course à l'américaine aux Jeux européens de 2019.

## Biographie
Jessica Roberts est la sœur cadette d'Amy Roberts (née en 1994), également cycliste.
Elle commence à faire du vélo au club local des Towy Riders. Elle s'est entraînée avec un groupe de coéquipiers au vélodrome national du Pays de Galles à 120 kilomètres de Newport. À ses débuts, elle court également sur route, en cyclo-cross et en VTT, mais s'est finalement concentrée sur la route et la piste.
En 2016, elle est sélectionnée aux championnats du monde sur piste juniors (moins de 19 ans) et remporte la médaille d'argent sur la course aux points. La même année, elle remporte deux médailles de bronze aux championnats d'Europe sur piste juniors, en omnium et en poursuite par équipes. Aux championnats d'Europe sur route, elle termine quatrième du contre-la-montre individuel des juniors. L'année suivante, elle gagne une étape du Healthy Ageing Tour juniors.
En 2018, elle devient championne de Grande-Bretagne de poursuite par équipes et remporte deux médailles aux championnats d'Europe sur piste espoirs (moins de 23 ans). En juillet de la même année, elle crée la surprise en devenant championne de Grande-Bretagne sur route à l'âge de 19 ans. À l'automne, elle remporte la poursuite par équipes lors de la manche de Coupe du monde de Berlin avec Katie Archibald, Emily Kay, Emily Nelson et Laura Kenny. Au printemps 2019, elle gagne deux étapes du Tour de Bretagne.
Elle obtient de nouveaux succès sur piste en 2019. Aux Jeux européens, elle décroche l'or sur la course à l'américaine avec Megan Barker et l'argent en poursuite par équipes avec Barker, Jennifer Holl et Josie Knight. Elle devient également championne d'Europe d'omnium espoirs et pour la deuxième fois championne de Grande-Bretagne de poursuite par équipes. À l'automne 2019, elle signe son premier contrat avec une équipe sur route UCI en rejoignant Mitchelton Scott.
En 2022, elle devient vice-championne d'Europe du scratch et médaillée de bronze aux mondiaux de la discipline à Saint-Quentin-en-Yvelines. En 2024, lors des championnats d'Europe, elle décroche l'argent en poursuite par équipes et le bronze sur la course à élimination. En août, elle est médaillée de bronze de la poursuite par équipes aux Jeux olympiques de Paris.

## Palmarès sur route
- 2016
  - 2e du championnat de Grande-Bretagne sur route juniors
  - 4e du championnats d'Europe du contre-la-montre juniors
- 2017
  - 1re étape du Healthy Ageing Tour juniors
- 2018
  -  Championne de Grande-Bretagne sur route
  -  Championne de Grande-Bretagne sur route espoirs
- 2019
  - 4e et 5e étapes du Tour de Bretagne

### Classements mondiaux
| Année                                 | 2018 | 2019 | 2020 | 2021 | 2022  | 2023 |
| ------------------------------------- | ---- | ---- | ---- | ---- | ----- | ---- |
| Classement UCI                        | 177e | 319e | 343e | nc   | 1008e | 954e |
| UCI World Tour                        | nc   | nc   | 105e | nc   | nc    | nc   |
|                                       |      |      |      |      |       |      |
| Légende : nc = non classéSource : UCI |      |      |      |      |       |      |

## Palmarès sur piste

### Jeux olympiques
- Paris 2024
  -  Médaillée de bronze de la poursuite par équipes

### Championnats du monde
| Édition / Épreuve              | Course aux points | Scratch | Poursuite par équipes                        | Omnium |
| Aigle 2016 (juniors)           | Argent            |         |                                              |        |
| Saint-Quentin-en-Yvelines 2022 |                   | Bronze  |                                              |        |
| Ballerup 2024                  |                   |         | Or (avec Archibald, Morris, Barker et Knight | Argent |

### Coupe du monde
- 2018-2019
  - 1re de la poursuite par équipes à Berlin (avec Katie Archibald, Emily Kay, Emily Nelson et Laura Kenny)

### Coupe des nations
- 2023
  - 1re de la poursuite par équipes à Milton (avec Katie Archibald, Josie Knight, Neah Evans et Megan Barker)
  - 3e de la poursuite par équipes à Jakarta
- 2024
  - 1re de la poursuite par équipes à Milton
  - 3e de l'élimination à Adélaïde

### Championnats d'Europe
| Édition / Épreuve          | Poursuite par équipes | Américaine | Scratch | Omnium | Élimination |
| Montichiari 2016 (juniors) | Bronze                |            |         | Bronze |             |
| Aigle 2018 (espoirs)       | Bronze                | Argent     |         |        |             |
| Gand 2019 (espoirs)        |                       |            |         | Or     |             |
| Munich 2022                | 4e                    |            | Argent  |        |             |
| Apeldoorn 2024             | Argent                |            |         |        | Bronze      |

### Jeux européens
| Édition / Épreuve | Poursuite par équipes | Américaine             |
| Minsk 2019        | Argent                | Or (avec Megan Barker) |

### Championnats nationaux
- 2018
  -  Championne de Grande-Bretagne de poursuite par équipes
- 2019
  -  Championne de Grande-Bretagne de poursuite par équipes
- 2023
  -  Championne de Grande-Bretagne de poursuite par équipes
  -  Championne de Grande-Bretagne du scratch